# بیلادکابایس
بیلادکابایس (به اسپانیایی: Viladecavalls) یک شهرستان در اسپانیا است که در استان بارسلون واقع شده‌است.

## خصوصیات
بیلادکابایس ۲۰٫۰۸ کیلومترمربع مساحت و ۷٬۳۲۳ نفر جمعیت دارد و ۲۷۴ متر بالاتر از سطح دریا واقع شده‌است.